# Distoleon interruptus
Distoleon interruptus is een insect uit de familie van de mierenleeuwen (Myrmeleontidae), die tot de orde netvleugeligen (Neuroptera) behoort. 
Distoleon interruptus is voor het eerst wetenschappelijk beschreven door Kolbe in 1897.